# NGC 5535
NGC 5535 é uma galáxia  localizada na direcção da constelação de Boötes. Possui uma declinação de +08° 12' 27" e uma ascensão recta de 14 horas, 17 minutos e 31,1 segundos.
A galáxia NGC 5535 foi descoberta em 8 de Maio de 1864 por Albert Marth.